# 疏羽肋毛蕨
疏羽肋毛蕨（学名：Ctenitis submariformis）为叉蕨科肋毛蕨属下的一个种。

## 扩展阅读
- 維基物種上的相關：疏羽肋毛蕨